# 바드-티비라

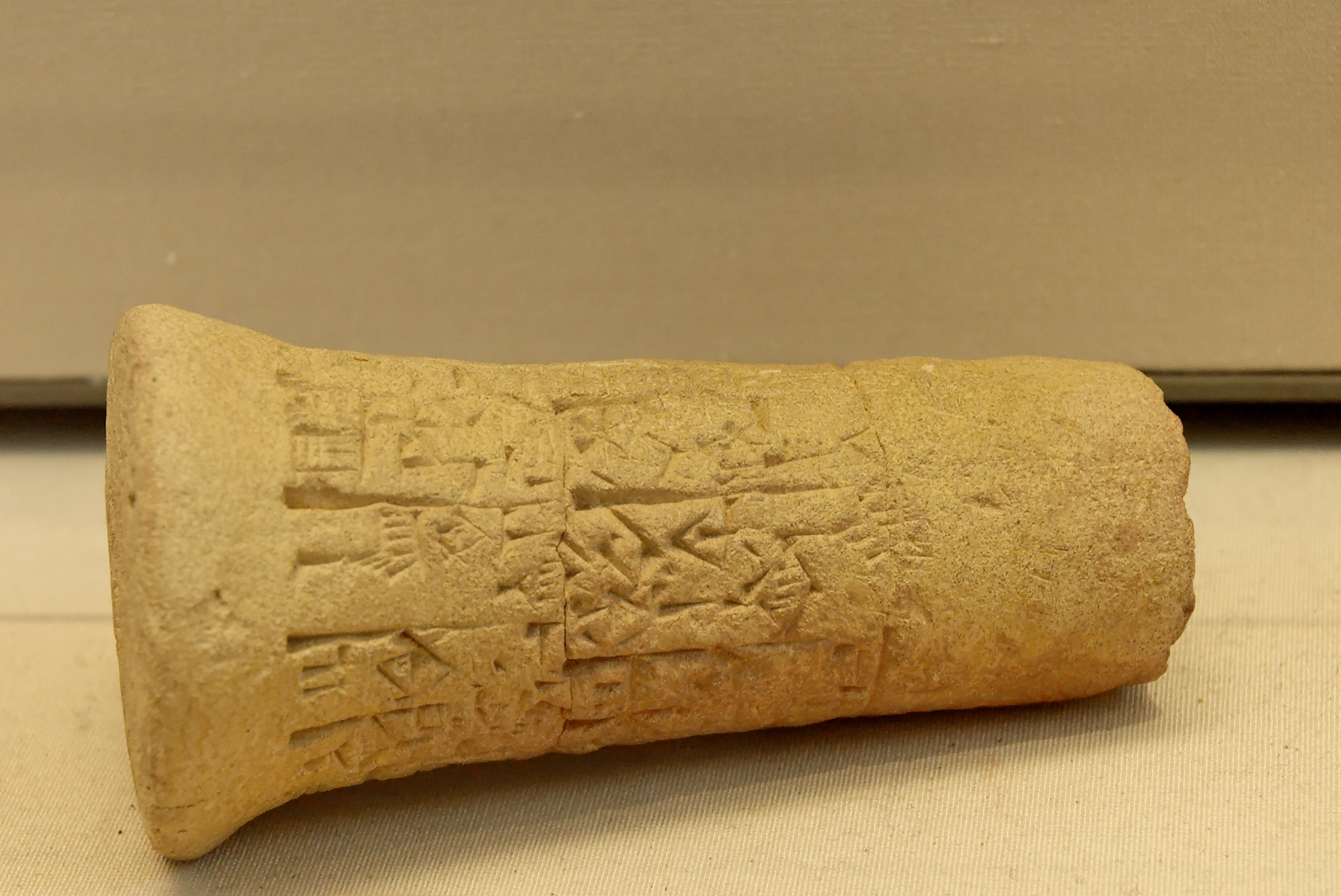

바드티비라는 움마 근처에 위치한 고대 수메르 도시였다. 그 곳은 아마도 현재의 텔 알마다인이다.
이름은 수메르어로 대장장이를 의미한다. 그것은 그리스 작가(Abydenus, Apollodorus, Berossus)들은 판티비블로스(Παντιβίβλος)라 하였다. 성경의 투발에 해당한다.
수메르 왕목록에 따르면 바드티비라는 에리두그 다음으로 두 번째로 왕제도를 실습한 도시였다.
도시의 주신은 루갈이였으며 도시의 사원은 에무시칼라마였는데 이난나의 지하세계 하강의 이야기에 언급되었다.
도시의 설립자는 왕이며 신인 엔메루안나였다. 그 도시는 3왕이 있었다.
- 엔멘루안나 (Enmenluanna)
- 엔멘갈란나 (Enmengalanna)
- 두무지드 (Dumuzid)